# アクエスト
株式会社アクエストは、神奈川県横浜市青葉区に本社を置く日本の企業である。

## 概要
2005年1月に設立。主に音声合成ソフトウェア開発を専門に行っている会社で、公開しているいくつかのソフトウェアはフリーウェアとして配布されている。

## 主なソフトウェア
AquesTalk
音声合成エンジン内蔵の軽量型ソフトウェア。WindowsPC版はフリーウェアとして配布されている。使用できる声も豊富である。
本ソフトウェアを許諾利用した物としては、より操作が簡易なソフトウェア「SofTalk」や、UTAUのデフォルト音源などがある。
自社開発のAquesTone（下記参照）は、本ソフトの技術を使用して制作されている。また、Macintosh版のAquesTalkであるSayKanaも制作されている。
その他の派生品に、バージョンアップしたAquesTalk2、スマートフォン移植版、組み込み向けの「AquesTalk-KM」などがある。
使用される音源の一つは、ゆっくりしていってね!!!関連の創作で有名となっている。
AquesTone
歌唱を目的としたシンセサイザー用音声合成プラグイン（VSTインストゥルメンタルシンセサイザー）。いわゆるボーカルシンセサイザーである。DAWなどに組み込んで使用する。
あらかじめ歌詞を入力したファイルを用意しておき、シンセサイザーを弾くことで歌詞が鍵盤の一つ一つと連動して歌唱する。MIDI演奏ソフトで打ち込んでも歌唱可能。
ニコニコ動画では、AquesToneを使用した製作者によるデモンストレーション動画が公開された。開発の詳細についてAV Watchの藤本健のDigital Audio Laboratoryでインタビュー記事が掲載されているほか、DTMマガジンではAquesToneの特集が組まれている。
その後、声質調整機能や和音演奏に対応したAquesTone2が公開されている。

## 関連資料
- ASCII.JP:初音ミクと「ゆっくり」の声、何が違う？　アクエスト社に聞く